# Amélie Mauresmo
Amélie Mauresmo (Saint-Germain-en-Laye, 5 luglio 1979) è un'allenatrice di tennis ed ex tennista francese.
La Mauresmo è stata la quattordicesima primatista del ranking femminile di tennis. Adattabile a tutte le superfici, nel 2006 ha vinto due titoli del Grande Slam (Wimbledon e Australian Open), a fronte di 25 titoli complessivi nel circuito. Si è inoltre aggiudicata le WTA Finals nel 2005 e la medaglia d’argento ai Giochi Olimpici di Atene 2004.
È stata allenatrice per due anni di Andy Murray, da giugno 2014 a maggio 2016.
Dal 2022 è la direttrice dell’Open di Francia.

## Biografia
Nata in una famiglia benestante, si appassionò al tennis quasi per caso, vedendo in televisione il campione francese Yannick Noah impegnato nel Roland Garros del 1982: a soli tre anni Amélie Mauresmo decise che quello avrebbe dovuto essere il suo futuro. Nel luglio 2015 ha partorito un maschio, Aaron.

## Carriera tennistica

### Esordi
Ottiene grandi risultati a livello giovanile, nella stagione 1996 ha conquistato il singolare ragazze sia al Roland Garros che a Wimbledon chiudendo l'anno in vetta alla classifica mondiale di categoria. Due anni dopo passò professionista: divenne famosa nel 1999 allorché, semisconosciuta, arrivò in finale dell'Australian Open. Nel torneo in terra d'Australia riuscì a battere la numero 1 del mondo Lindsay Davenport, ma perse nello scontro decisivo con Martina Hingis.
Questa sua impresa acquisì più importanza in quanto dal 1992 solo un'altra francese (Mary Pierce) era riuscita ad arrivare ai vertici di questa competizione. Dopo la semifinale vinta contro Lindsay Davenport, a seguito di alcuni commenti da parte della Hingis sul suo aspetto e atteggiamenti fuori dal campo, dichiarò pubblicamente di essere lesbica. A differenza di altre stelle di questo sport (Billie Jean King e Martina Navrátilová in primis) la dichiarazione di omosessualità non le giovò, ed anzi le causò la perdita di ogni rapporto commerciale con i suoi sponsor. La protesta del pubblico francese (che la difese e la sostenne) le permise comunque di rimanere legata ad alcuni importanti aziende, quali la Nike e la Dunlop.

### 2003
Nel 2003 Amélie Mauresmo vinse la Fed Cup (equivalente femminile della Coppa Davis) con la Francia dopo aver sconfitto in finale gli Stati Uniti d'America. I tre punti che le transalpine conquistarono in finale furono tutti suoi.

### 2004: numero 1 del mondo

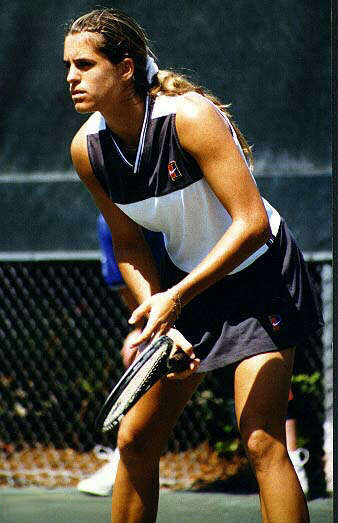
Mauresmo nel 2004

L'anno successivo partecipò alle Olimpiadi di Atene in cui ottenne la medaglia d'argento: solo la belga Justine Henin le privò della soddisfazione dell'oro olimpico. Grazie anche a questo piazzamento, il 13 settembre 2004 la Mauresmo divenne la prima tennista francese a diventare numero uno del ranking WTA dagli anni settanta (anno in cui venne stilata per la prima volta l'importante classifica). È una delle poche giocatrici ad aver ottenuto tale piazzamento senza prima essersi aggiudicata nemmeno un grande slam: prima di lei, ce la fecero solo la belga Kim Clijsters in campo femminile nel 2003 nonché il ceco Ivan Lendl e il cileno Marcelo Ríos (il quale non ha mai peraltro vinto un torneo del grande slam) in ambito maschile rispettivamente nel 1983 e nel 1998.

### 2005

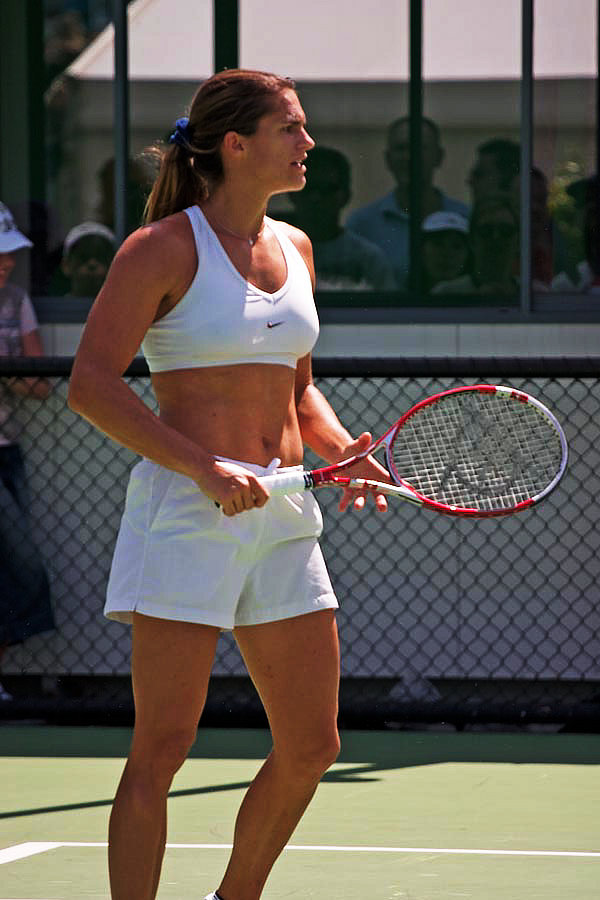
Mauresmo agli Australian Open 2005

Perseguitata dalla nomea di perdente di successo, per la sua lunga permanenza ai vertici delle classifiche pur senza aggiudicarsi i tornei più prestigiosi, la Mauresmo si è finalmente sbloccata sul finire del 2005, trionfando ai Masters sulla connazionale Mary Pierce.

### 2006: Wimbledon e Australian Open
Nel 2006 è tornata dopo sei anni a disputare una finale di uno slam, affrontando Justine Henin agli Australian Open, vincendola e aggiudicandosi così il suo primo titolo del Grande Slam. La stessa finale è stata riproposta al più prestigioso torneo di Wimbledon e ancora a vincere è stata la tennista francese che riesce così a collezionare il secondo torneo dello slam in un anno.
La Mauresmo si presenta così agli US Open con i favori del pronostico, grazie anche al forfait della detentrice, Kim Clijsters, issandosi, se pur con qualche tentennamento, sino alla semifinale, nella quale affronta Marija Šarapova. La giocatrice francese stenta ad entrare in partita e riesce ad opporre una valida resistenza solo nel secondo set, finendo, tuttavia, per essere schiantata dall'aggressività della russa nel terzo. Grazie alla sconfitta nella finale degli US Open di Justine Henin e al successivo infortunio in finale di Fed Cup, la Mauresmo conserverà il primato nella classifica WTA.
La giocatrice francese nelle settimane successive è vittima di alcuni problemi muscolari alla spalla che le impediscono di servire con efficacia e la costringono al ritiro e a prestazioni deludenti: perde così punti preziosi ed arriva al Master di fine anno con un vantaggio risicato e un titolo da difendere che le potrebbe costare ulteriori punti. L'esordio contro Nadia Petrova è decisamente scoraggiante e fa presagire una mancata qualificazione alla semifinale, tuttavia si riscatta nei due match successivi battendo Martina Hingis e la già qualificata Justine Henin.
In semifinale la francese riesce ad imporsi su Kim Clijsters per guadagnare la finale, nella quale sarà nuovamente opposta a Justine Henin. Il match è molto intenso e soprattutto nel secondo set vede le due giocatrici sfidarsi ad un alto livello stappandosi più volte un break, sino al 4-3 per la belga che nel game successivo tiene la battuta e s'invola verso il primo successo nel Master, chiudendo 6-4 6-3. Amélie aveva già visto svanire il sogno di chiudere la stagione al numero uno durante il round robin, in virtù della qualificazione alle semifinali della belga e di Marija Šarapova: la vittoria nel Master sancisce il primo posto proprio della belga.

### 2007
La tennista francese apre il 2007 in maniera deludente, presentandosi all'Australian Open non in ottima forma. Superati agevolmente i primi 3 turni, al quarto si trova di fronte la Šafářová, al n.70 del ranking, rientrante dopo alcuni mesi di inattività a causa di un infortunio. Nel primo set la Mauresmo passa a condurre 4-1 e poi si blocca, probabilmente più per fattori psicologici, lasciando conquistare 7 game consecutivi all'avversaria.
Nel II set è la ceca ad esser in vantaggio per 4-1, si vede recuperata sul 4-3, si riprende si porta sul 5-3, si porta sul 15-40, costringendo la francese ad annullarle due match point, ma al terzo si aggiudica la partita, con una Mauresmo ormai incapace di esprimersi in una situazione così delicata. Sul sintetico di Parigi arriva un'altra delusione per la francese: dopo aver superato nei quarti la Čakvetadze, in semifinale non riesce a chiudere la partita contro la Petrova, sprecando un vantaggio di 4-1 nel terzo set e un match point nel tie break.
La tennista francese ha modo di rifarsi ad Anversa, in cui gioca un gran torneo, sbarazzandosi con facilità della Safina ai quarti, bissa un'altra vittoria in semifinale contro la Čakvetadze che le strappa un set, aggiudicandosi il remake della finale del 2006 contro la Clijsters. Grazie ad un break nel I set la francese si aggiudica un set giocato su buoni livelli da ambo le tenniste, mentre nel secondo deve lottare per stare nel match e grazie anche ad alcune occasioni mal sfruttate dall'avversaria, la Mauresmo giunge al tie break nel quale spreca due mini break di vantaggio, ma poi ritrova lucidità e freddezza necessaria per contrastare e chiudere il ritorno d'orgoglio della belga.
Con questa vittoria Amélie centra 3 successi di fila ad Anversa ed è la prima tennista ad aggiudicarsi l'ambita racchetta d'oro tempestata da diamanti (valore superiore al milione di euro) destinata ai giocatori che ottengono 3 successi in 5 anni nel torneo (tra gli uomini l'unico finora era Ivan Lendl). Amélie centra la finale anche al torneo di Dubai, dopo aver superato l'ostacolo Jankovic, agevolata anche da un infortunio accorso all'avversaria. In finale affronta Justine Henin, dando vita ad un match molto equilibrato, giocato su una differenza di pochi punti, che la vede comunque soccombere di fronte alla lucidità e alla tenacia dell'avversaria con il punteggio di 4-6 5-7.
La giocatrice francese salta poi i prestigiosi appuntamenti primaverili sul cemento americano a causa di un'appendicite che la fa scivolare in classifica, perdendo contatto con il vertice. La francese rientra a Berlino per riprendere la forma in vista di Parigi, ma è eliminata da Julia Vakulenko al III turno, mentre a Roma esce al primo match per mano di Samantha Stosur. Nel torneo di Strasburgo, Amélie giunge sino alla finale contro la Medina Garrigues, che perde 6-4 al III, dimostrando di non aver ancora recuperato appieno la brillantezza contro una giocatrice ampiamente alla sua portata.
Anche al Roland Garros la Mauresmo dimostra di non essere al meglio della forma, perdendo nel III turno nuovamente per mano di Lucie Šafářová. Mostra segnali di miglioramento sull'erba del torneo di Eastbourne in cui raggiunge la finale da cui esce sconfitta per mano della Henin, mentre a Wimbledon esce nel IV turno sotto i colpi di Nicole Vaidišová, rammaricata per aver perso il primo set al tie break.

### 2009

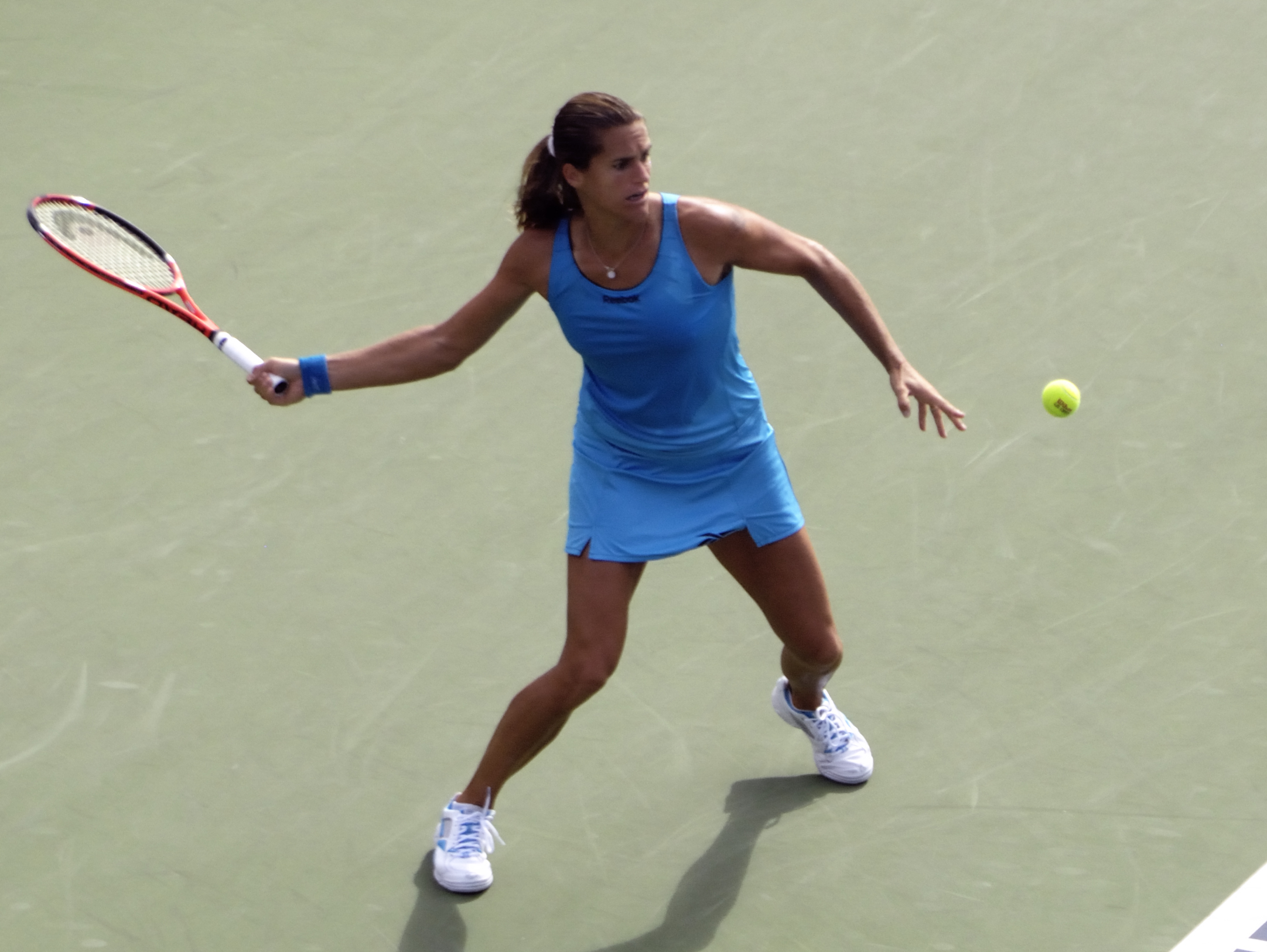
Mauresmo agli US Open 2009

Il 3 dicembre 2009, a 30 anni, ha annunciato il ritiro dal tennis a causa della mancanza di stimoli.

## Carriera da allenatrice
Il 12 luglio 2012 viene nominata dalla federazione francese come nuovo capitano della Nazionale di Fed Cup, come successore di Nicolas Escudé. Il 14 novembre 2016, dopo aver perso la finale di Fed Cup contro la Repubblica Ceca (3-2), si dimette dall'incarico federale perché in attesa del secondo figlio.
L'8 giugno 2014 è scelta da Andy Murray come sua nuova allenatrice, diventando la prima allenatrice donna di un giocatore Top 10 ATP.
Alla fine del 2018 diventa coach di Lucas Pouille, che sotto la sua guida arriverà nel gennaio successivo in semifinale all'Australian Open. Nell'ottobre del 2019 Pouille subisce un infortunio a un gomito che lo costringe a una lunga convalescenza, a un'operazione e a saltare l'intera stagione 2020. Nell'ottobre del 2020 Mauresmo pone fine alla collaborazione con il tennista francese per motivi familiari.

## Statistiche

### Singolare

#### Vittorie (25)
| Legenda: Prima del 2009 | Legenda: Dal 2009     |
| ----------------------- | --------------------- |
| Grande Slam (2)         |                       |
| Ori Olimpici (0)        |                       |
| WTA Championships (1)   |                       |
| Tier I (6)              | Premier Mandatory (0) |
| Tier II (14)            | Premier 5 (0)         |
| Tier III (0)            | Premier (1)           |
| Tier IV (1)             | International (0)     |
| Tier V (0)              | WTA 125s (0)          |

| N.  | Data             | Torneo                                             | Superficie    | Avversario in finale | Punteggio              |
| 1.  | 24 ottobre 1999  | WTA Bratislava, Bratislava                         | Cemento (i)   | Kim Clijsters        | 6–3, 6–3               |
| 2.  | 16 gennaio 2000  | Adidas International, Sydney                       | Cemento       | Lindsay Davenport    | 7–6(2), 6–4            |
| 3.  | 11 febbraio 2001 | Open Gaz de France, Parigi                         | Cemento (i)   | Anke Huber           | 7–6(2), 6–1            |
| 4.  | 18 febbraio 2001 | Internationaux de Tennis Feminin Nice, Nizza       | Cemento (i)   | Magdalena Maleeva    | 6–2, 6–0               |
| 5.  | 9 aprile 2001    | Bausch & Lomb Championships, Amelia Island         | Terra verde   | Amanda Coetzer       | 6–4, 7–5               |
| 6.  | 7 maggio 2001    | WTA German Open, Berlino                           | Terra rossa   | Jennifer Capriati    | 6–4, 2–6, 6–3          |
| 7.  | 18 febbraio 2002 | Dubai Tennis Championships, Dubai                  | Cemento       | Sandrine Testud      | 6–4, 7–6(3)            |
| 8.  | 12 agosto 2002   | Canada Masters, Montréal                           | Cemento       | Jennifer Capriati    | 6–4, 6–1               |
| 9.  | 28 aprile 2003   | Warsaw Open, Varsavia                              | Terra rossa   | Venus Williams       | 6(6)–7, 6–0, 3–0, rit. |
| 10. | 27 ottobre 2003  | Advanta Championships Philadelphia, Filadelfia     | Cemento (i)   | Anastasija Myskina   | 5–7, 6–0, 6–2          |
| 11. | 3 maggio 2004    | WTA German Open, Berlino (2)                       | Terra rossa   | Venus Williams       | w/o                    |
| 12. | 10 maggio 2004   | Internazionali BNL d'Italia, Roma                  | Terra rossa   | Jennifer Capriati    | 3–6, 6–3, 7–6(6)       |
| 13. | 2 agosto 2004    | Canada Masters, Montréal (2)                       | Cemento       | Elena Lichovceva     | 6–1, 6–0               |
| 14. | 18 ottobre 2004  | Generali Ladies Linz, Linz                         | Cemento (i)   | Elena Bovina         | 6–2, 6–0               |
| 15. | 25 ottobre 2004  | Advanta Championships Philadelphia, Filadelfia (2) | Cemento (i)   | Vera Zvonarëva       | 3–6, 6–2, 6–2          |
| 16. | 14 febbraio 2005 | Proximus Diamond Games, Anversa                    | Cemento (i)   | Venus Williams       | 4–6, 7–5, 6–4          |
| 17. | 9 maggio 2005    | Internazionali BNL d'Italia, Roma (2)              | Terra rossa   | Patty Schnyder       | 2–6, 6–3, 6–4          |
| 18. | 6 novembre 2005  | Advanta Championships Philadelphia, Filadelfia (3) | Cemento (i)   | Elena Dement'eva     | 7–5, 2–6, 7–5          |
| 19. | 13 novembre 2005 | WTA Tour Championships, Los Angeles                | Cemento (i)   | Mary Pierce          | 5–7, 7–6(3), 6–4       |
| 20. | 28 gennaio 2006  | Australian Open, Melbourne                         | Cemento       | Justine Henin        | 6–1, 2–0, rit.         |
| 21. | 12 febbraio 2006 | Open Gaz de France, Parigi (2)                     | Cemento (i)   | Mary Pierce          | 6–1, 7–6(2)            |
| 22. | 19 febbraio 2006 | Proximus Diamond Games, Anversa (2)                | Sintetico (i) | Kim Clijsters        | 3–6, 6–3, 6–3          |
| 23. | 8 luglio 2006    | Torneo di Wimbledon, Londra                        | Erba          | Justine Henin        | 2–6, 6–3, 6–4          |
| 24. | 18 febbraio 2007 | Proximus Diamond Games, Anversa (3)                | Cemento (i)   | Kim Clijsters        | 6–4, 7–6(4)            |
| 25. | 15 febbraio 2009 | Open GDF Suez, Parigi (3)                          | Cemento (i)   | Elena Dement'eva     | 7–6(7), 2–6, 6–4       |

#### Sconfitte (23)
| Legenda: Prima del 2009 | Legenda: Dal 2009     |
| ----------------------- | --------------------- |
| Grande Slam (1)         |                       |
| Argenti Olimpici (1)    |                       |
| WTA Championships (2)   |                       |
| Tier I (5)              | Premier Mandatory (0) |
| Tier II (12)            | Premier 5 (0)         |
| Tier III (2)            | Premier (0)           |
| Tier IV (0)             | International (0)     |
| Tier V (0)              | WTA 125s (0)          |

| N.  | Data              | Torneo                                     | Superficie    | Avversario in finale    | Punteggio           |
| 1.  | 11 maggio 1998    | WTA German Open, Berlino                   | Terra rossa   | Conchita Martínez       | 4–6, 4–6            |
| 2.  | 31 gennaio 1999   | Australian Open, Melbourne                 | Cemento       | Martina Hingis          | 2–6, 3–6            |
| 3.  | 28 febbraio 1999  | Open Gaz de France, Parigi                 | Sintetico (i) | Serena Williams         | 2–6, 6–3, 6(4)–7    |
| 4.  | 7 maggio 2000     | Croatian Bol Ladies Open, Bol              | Terra rossa   | Tina Pisnik             | 6(4)–7, 6(2)–7      |
| 5.  | 21 maggio 2000    | Internazionali BNL d'Italia, Roma          | Terra rossa   | Monica Seles            | 2–6, 6(4)–7         |
| 6.  | 14 maggio 2001    | Internazionali BNL d'Italia, Roma (2)      | Terra rossa   | Jelena Dokić            | 6(3)–7, 1–6         |
| 7.  | 8 febbraio 2003   | Open Gaz de France, Parigi (2)             | Cemento (i)   | Serena Williams         | 3–6, 2–6            |
| 8.  | 12 maggio 2003    | Internazionali BNL d'Italia, Roma (3)      | Terra rossa   | Kim Clijsters           | 6–3, 6(3)–7, 0–6    |
| 9.  | 29 settembre 2003 | Kremlin Cup, Mosca                         | Sintetico (i) | Anastasija Myskina      | 2–6, 4–6            |
| 10. | 3 novembre 2003   | WTA Tour Championships, Los Angeles        | Cemento (i)   | Kim Clijsters           | 2–6, 0–6            |
| 11. | 12 gennaio 2004   | Medibank International, Sydney             | Cemento       | Justine Henin           | 4–6, 4–6            |
| 12. | 11 aprile 2004    | Bausch & Lomb Championships, Amelia Island | Terra verde   | Lindsay Davenport       | 4–6, 4–6            |
| 13. | 16 agosto 2004    | Giochi Olimpici, Atene                     | Cemento       | Justine Henin           | 3–6, 3–6            |
| 14. | 10 ottobre 2004   | Porsche Tennis Grand Prix, Filderstadt     | Cemento (i)   | Lindsay Davenport       | 2–6, rit.           |
| 15. | 13 febbraio 2005  | Open Gaz de France, Parigi (3)             | Cemento (i)   | Dinara Safina           | 4–6, 6–2, 3–6       |
| 16. | 27 agosto 2005    | Pilot Pen Tennis, New Haven                | Cemento       | Lindsay Davenport       | 4–6, 4–6            |
| 17. | 9 ottobre 2005    | Porsche Tennis Grand Prix, Filderstadt (2) | Cemento (i)   | Lindsay Davenport       | 2–6, 4–6            |
| 18. | 4 marzo 2006      | Qatar Total Open, Doha                     | Cemento       | Nadia Petrova           | 3–6, 5–7            |
| 19. | 24 settembre 2006 | China Open, Pechino                        | Cemento       | Svetlana Kuznecova      | 4–6, 0–6            |
| 20. | 12 novembre 2006  | WTA Tour Championships, Madrid (2)         | Cemento (i)   | Justine Henin           | 4–6, 3–6            |
| 21. | 24 febbraio 2007  | Dubai Tennis Championships, Dubai          | Cemento       | Justine Henin           | 4–6, 5–7            |
| 22. | 26 maggio 2007    | Internationaux de Strasbourg, Strasburgo   | Terra rossa   | Anabel Medina Garrigues | 4–6, 6–4, 4–6       |
| 23. | 23 giugno 2007    | AEGON International, Eastbourne            | Erba          | Justine Henin           | 5–7, 7–6(4), 6(2)–7 |

### Doppio

#### Vittorie (3)
| Legenda: Prima del 2009 | Legenda: Dal 2009     |
| ----------------------- | --------------------- |
| Grande Slam (0)         |                       |
| Ori Olimpici (0)        |                       |
| WTA Championships (0)   |                       |
| Tier I (0)              | Premier Mandatory (1) |
| Tier II (2)             | Premier 5 (0)         |
| Tier III (0)            | Premier (0)           |
| Tier IV (0)             | International (0)     |
| Tier V (0)              | WTA 125s (0)          |

| N. | Data            | Torneo                          | Superficie  | Compagna           | Avversarie in finale             | Punteggio        |
| 1. | 22 ottobre 2000 | Generali Ladies Linz, Linz      | Cemento (i) | Chanda Rubin       | Ai Sugiyama Nathalie Tauziat     | 6–4, 6–4         |
| 2. | 23 giugno 2006  | AEGON International, Eastbourne | Erba        | Svetlana Kuznecova | Martina Navrátilová Liezel Huber | 6–2, 6–4         |
| 3. | 5 aprile 2009   | Sony Ericsson Open, Miami       | Cemento     | Svetlana Kuznecova | Květa Peschke Lisa Raymond       | 4–6, 6–3, [10–3] |

#### Sconfitte (1)
| Legenda: Prima del 2009 | Legenda: Dal 2009     |
| ----------------------- | --------------------- |
| Grande Slam (1)         |                       |
| Ori Olimpici (0)        |                       |
| WTA Championships (0)   |                       |
| Tier I (0)              | Premier Mandatory (0) |
| Tier II (0)             | Premier 5 (0)         |
| Tier III (0)            | Premier (0)           |
| Tier IV (0)             | International (0)     |
| Tier V (0)              | WTA 125s (0)          |

| N. | Data          | Torneo                      | Superficie | Compagna           | Avversarie in finale    | Punteggio |
| 1. | 2 giugno 2005 | Torneo di Wimbledon, Londra | Erba       | Svetlana Kuznecova | Cara Black Liezel Huber | 2–6, 1–6  |

## Risultati in progressione
| Sigla | Risultato               |
| ----- | ----------------------- |
| V     | Vincitore               |
| F     | Finalista               |
| SF    | Semifinalista           |
| O     | Oro olimpico            |
| A     | Argento olimpico        |
| SF    | Bronzo olimpico         |
| QF    | Quarti di Finale        |
| 4T    | Quarto turno            |
| 3T    | Terzo turno             |
| 2T    | Secondo turno           |
| 1T    | Primo turno             |
| RR    | Round Robin             |
| LQ    | Turno di qualificazione |
| A     | Assente                 |
| ND    | Non disputato           |

| Legenda superfici    |
| -------------------- |
| Cemento              |
| Terra battuta        |
| Erba                 |
| Superficie variabile |

### Singolare
| Torneo                    | 1993            | 1994            | 1995            | 1996            | 1997            | 1998            | 1999          | 2000          | 2001          | 2002          | 2003          | 2004          | 2005          | 2006          | 2007            | 2008            | 2009            | Titoli           | V–S              |
| ------------------------- | --------------- | --------------- | --------------- | --------------- | --------------- | --------------- | ------------- | ------------- | ------------- | ------------- | ------------- | ------------- | ------------- | ------------- | --------------- | --------------- | --------------- | ---------------- | ---------------- |
| Tornei del Grande Slam    |                 |                 |                 |                 |                 |                 |               |               |               |               |               |               |               |               |                 |                 |                 |                  |                  |
| Australian Open           | A               | A               | A               | LQ              | LQ              | 3T              | F             | 2T            | 4T            | QF            | A             | QF1           | QF            | V             | 4T              | 3T              | 3T              | 1 / 14           | 38-9             |
| Open di Francia           | A               | A               | 1T2             | 2T              | 2T              | 1T              | 2T            | 4T            | 1T            | 4T            | QF            | QF            | 3T            | 4T            | 3T              | 2T              | 1T              | 0 / 16           | 25–15            |
| Wimbledon                 | A               | A               | A               | A               | LQ              | 2T              | A             | 1T            | 3T            | SF            | A             | SF            | SF            | V             | 4T              | 3T              | 4T              | 1 / 11           | 35–9             |
| US Open                   | A               | A               | A               | A               | A               | 3T              | 4T            | A             | QF            | SF            | QF            | QF            | QF            | SF            | A               | 4T              | 2T              | 0 / 11           | 35–10            |
| Vittorie-sconfitte        | 0–0             | 0–0             | 3–1             | 2–2             | 4–3             | 5–4             | 10–3          | 4–3           | 9–4           | 17–4          | 8–2           | 17–3          | 15–4          | 22–2          | 8–3             | 8–4             | 6–4             | 2 / 53           | 127–42           |
| Torneo di fine anno       |                 |                 |                 |                 |                 |                 |               |               |               |               |               |               |               |               |                 |                 |                 |                  |                  |
| WTA Championships         | Non qualificata | Non qualificata | Non qualificata | Non qualificata | Non qualificata | Non qualificata | 1T            | NQ            | 1T            | A             | F             | SF            | V             | F             | Non qualificata | Non qualificata | Non qualificata | 1 / 6            | 12–9             |
| VTA Premier Mandatory     |                 |                 |                 |                 |                 |                 |               |               |               |               |               |               |               |               |                 |                 |                 |                  |                  |
| Indian Wells              | Non Tier I      | Non Tier I      | Non Tier I      | Assente         | Assente         | Assente         | Assente       | 2T            | Assente       | Assente       | QF1           | A             | 3T            | Assente       | Assente         | 3T              | 3T              | 0 / 5            | 6–4              |
| Miami                     | Assente         | Assente         | Assente         | Assente         | Assente         | 2T              | 3T            | Assente       | Assente       | Assente       | 4T            | A             | SF            | SF            | A               | 3T              | 4T              | 0 / 7            | 15–7             |
| Madrid                    | Non disputato   | Non disputato   | Non disputato   | Non disputato   | Non disputato   | Non disputato   | Non disputato | Non disputato | Non disputato | Non disputato | Non disputato | Non disputato | Non disputato | Non disputato | Non disputato   | Non disputato   | SF              | 0 / 1            | 4–1              |
| Pechino                   | Non disputato   | Non disputato   | Non disputato   | Non disputato   | Non disputato   | Non disputato   | Non disputato | Non disputato | Non disputato | Non disputato | Non disputato | Non Tier I    | Non Tier I    | Non Tier I    | Non Tier I      | Non Tier I      | A               | 0 / 1            | 0–0              |
| VTA Premier 5             |                 |                 |                 |                 |                 |                 |               |               |               |               |               |               |               |               |                 |                 |                 |                  |                  |
| Dubai                     | Non disputato   | Non disputato   | Non disputato   | Non disputato   | Non disputato   | Non disputato   | Non disputato | Non disputato | Non Tier I    | Non Tier I    | Non Tier I    | Non Tier I    | Non Tier I    | Non Tier I    | Non Tier I      | Non Tier I      | A               | 0 / 0            | 0–0              |
| Roma                      | Assente         | Assente         | Assente         | Assente         | Assente         | LQ              | SF            | F             | F             | QF            | F             | V             | V             | A             | 2T              | A               | 1T              | 2 / 10           | 29–8             |
| Cincinnati                | Non disputato   | Non disputato   | Non disputato   | Non disputato   | Non disputato   | Non disputato   | Non disputato | Non disputato | Non disputato | Non disputato | Non disputato | Non Tier I    | Non Tier I    | Non Tier I    | Non Tier I      | Non Tier I      | A               | 0 / 1            | 0–0              |
| Canada                    | Assente         | Assente         | Assente         | Assente         | Assente         | 1T              | Assente       | Assente       | 3T            | V             | QF            | V             | SF            | Assente       | Assente         | Assente         | 1T              | 2 / 8            | 17–5             |
| Tokyo                     | Assente         | Assente         | Assente         | Assente         | Assente         | Assente         | Assente       | Assente       | Assente       | Assente       | Assente       | Assente       | Assente       | Assente       | Assente         | 1T              | A               | 0 / 2            | 0–1              |
| Carriera                  |                 |                 |                 |                 |                 |                 |               |               |               |               |               |               |               |               |                 |                 |                 |                  |                  |
| Tornei giocati            | 1               | 6               | 11              | 7               | 21              | 21              | 16            | 14            | 16            | 17            | 17            | 17            | 19            | 17            | 18              | 19              | 13              | 250              | 250              |
| Finali raggiunte          | 0               | 0               | 1               | 1               | 1               | 1               | 3             | 3             | 5             | 2             | 6             | 9             | 7             | 7             | 3               | 0               | 1               | 48               | 48               |
| Tornei vinti              | 0               | 0               | 1               | 0               | 1               | 0               | 1             | 1             | 4             | 2             | 2             | 5             | 4             | 4             | 1               | 0               | 1               | 25               | 25               |
| Cemento                   | 0–0             | 0–1             | 4–6             | 6–3             | 5–6             | 16–8            | 21–8          | 5–4           | 17–6          | 25–5          | 23–10         | 34–6          | 34–10         | 28–9          | 8–5             | 23–14           | 17–9            | 266–109          | 266–109          |
| Terra rossa               | 0–1             | 0–2             | 9–3             | 2–2             | 5–7             | 12–9            | 7–4           | 13–4          | 17–44         | 9–4           | 19–3          | 22–3          | 10–3          | 7–3           | 7–5             | 4–2             | 6–3             | 149–62           | 149–62           |
| Erba                      | 0–0             | 3–2             | 0–0             | 1–1             | 7–2             | 1–2             | 0–0           | 0–1           | 2–1           | 7–2           | 1–1           | 7–2           | 5–2           | 7–1           | 6–2             | 3–2             | 4–2             | 54–23            | 54–23            |
| Sintetico                 | 0–0             | 0–1             | 1–1             | 0–1             | 9–5             | 2–4             | 8–3           | 6–4           | 10–1          | 7–4           | 10–2          | 0–0           | 7–2           | 9–1           | 7–3             | 2–1             | 0–0             | 78–33            | 78–33            |
| Vittorie-sconfitte totali | 0–1             | 3–6             | 14–10           | 9–7             | 26–20           | 31–23           | 36–15         | 24–13         | 46–124        | 48–15         | 53–16         | 63–11         | 56–17         | 51–14         | 28–15           | 32–19           | 27–14           | 547–227 (70.6%)4 | 547–227 (70.6%)4 |
| Ranking di fine anno      | /               | /               | 290             | 159             | 109             | 29              | 10            | 16            | 9             | 6             | 4             | 2             | 3             | 3             | 18              | 24              | 15              | 15022476 $       | 15022476 $       |

- 1 Lei ha saltato il suo match di quarti di finale, che risulta un walkover, e non è conteggiato come sconfitta nelle statistiche.
- 2 Lei ha vinto anche 3 match di qualificazione per accedere al tabellone principale.
- 3 Lei ha vinto anche 2 match di qualificazione per accedere al tabellone principale.
- 4 Il sito della WTA non conteggia il record di 2–1 record (tutto sulla terra battuta) dei match della Fed Cup del novembre 2001.

## Altro
- Membro della Nazionale francese di Fed Cup: 1998-99, 2001-04.
- Membro della Nazionale francese alle Olimpiadi 2000, 2004.